# Орочони
Орочони или Орочени (монг. Orčun или Orochen и Orochon) су тунгуско-манџурски народ, чији језик припада северној грани тунгуско-манџурских језика. Насељавају североисточну Кину. Према резултатима кинеског пописа становништва из 2000. године, 44,54% Орочона је живело у Унутрашњој Монголији, а 51,52% око реке Хејлунгђанг (или Амур) у покрајини Хејлунгђанг. Један су од 56 народа које НР Кина званично признаје.

## Историја
Орочони су једна од најстаријих етничких група у североисточној Кини. Преци Орочона су првобитно живели у великој области јужно од Становојских планина и северно од Хејлунгђанга. У 17. веку, након руске инвазије, део Орочона се преселио у област у близини планина Велики и Мали Хинган.
Током јапанске окупације Манџурије, Јапанци су Орочоне користили као „заморце”, над којима су вршили бактериолошке експерименте. Истовремено, присиљавали су Орочоне старије од 18 година да користе опијум. Све ово је довело до смрти великог броја Орочона, па је њихов број сведен на само 1.000 особа. Јапанци су забрањивали Орочонима да одржавају везе са другим народима и присиљавали су их да за њих лове, у замену за порције хране и неодговарајућу одећу, што је довело до смрти многих због изложености елементима. Након што је орочонски ловац убио два јапанска војника, Јапанци су у знак одмазде отровали 40 Орочона. Јапанци су један део Орочона мобилисали и присилили да се бори у рату на њиховој страни, ово је био још један узрок значајног пада броја Орочона.

## Популација
| Година пописа | бројно стање |
| ------------- | ------------ |
| 1953          | 2.260        |
| 1964          | 2.700        |
| 1982          | 4.100        |
| 1990          | 7.000        |
| 2000          | 8.190        |
| 2010          | 8.650        |

## Култура
Орочони су традиционално ловци-сакупљачи, месо уловљених животиња користили су у исхрани, а крзно и кожу користили су за израду одеће. Данас је велики део Орочона напустио традиционални начин живот, станује у модерним зградама и ради у разним секторима привреде.
Њихов ендоним Орочен значи „људи који гаје ирвасе”.

## Вера
Све до почетка 1950-их већина Орочона су били шаманисти. У лето 1952. кадрови кинеске комунистичке партије присилили су вође Орочона да се одрекну сујеверја и напусте своје верске обичаје. Након чега су Орочони одржали посебан верски ритуал „протеривања духова”, у коме су духови „испраћени” и замољени да се не враћају, овај ритуал је трајао 3 ноћи.
Орочони су поштовали животиње, нарочито медведа и тигра, које су сматрали својом крвном браћом. Тигра су називали вутаки (wutaqi), што значи „старац”, док су медведа називали амаха (amaha), што значи „ујак”.

## Језик
Орочонски језик припада северној (тунгуској) грани тунгуско-манџурских језика. Веома је сличан евенкијском језику, толико да говорници једног језика могу да разумеју 70% речи другог језика. Орочонски језик нема своје писмо. Већина Орочона зна да чита и пише кинески, а неки знају да читају и пишу и даурски језик.